# Julien Grujon
Julien Grujon (Parigi, 7 maggio 1904 – Parigi, 16 ottobre 1976) è stato un ciclista su strada francese, campione nazionale nel 1932, e vincitore di una tappa al Tour de France.

## Carriera
Professionista dal 1928 al 1935, partecipò al Tour de France 1928,  dal quale si ritirò. 
Le sue vittorie più importanti furono la Parigi-Peronne nel 1929, e la Stella-Plage del 1971. nel 1933 arriva terzo alla Bretagne Classic Ouest-France.

## Palmarès

### Strada
- 1928

Parigi-Peronne
- 1929

Gran premio Alphonse Thoman
- 1931

Stella-Plage
- 1933

Circuito della Valle dell'Aa

## Piazzamenti

### Grandi Giri
- Tour de France

1928: ritirato